# Resistividade
Resistividade elétrica (também resistência elétrica específica) é uma medida da oposição de um material ao fluxo de corrente elétrica. Quanto mais baixa for a resistividade, mais facilmente o material permite a passagem de uma carga eléctrica. A sua unidade no SI é o ohm-metro (Ωm).

## Definições
A resistência eléctrica R de um dispositivo está relacionada com a resistividade ρ de um material de acordo com a expressão:
{\displaystyle R=\rho {\ell  \over A}}
Em que:
ρ é a resistividade eléctrica (em ohm-metros, Ωm);
R é a resistência elétrica de um espécime uniforme do material (em ohms, Ω);
{\displaystyle \ell } é o comprimento do espécime (medido em metros);
A é a área da seção do espécime (em metros quadrados, m²).
É importante salientar que essa relação não é geral e vale apenas para materiais uniformes e isotrópicos, com seções transversais também uniformes. De toda forma, os fios condutores normalmente utilizados apresentam estas duas características.
A resistividade elétrica pode ainda ser definida como:
{\displaystyle \rho ={E \over J}}
Em que:
E é a magnitude do campo eléctrico (em volts por metro, V/m);
J é a magnitude da densidade de corrente (em amperes por metro quadrado, A/m²).
Finalmente, a resistividade pode também ser definida como sendo o inverso da condutividade eléctrica σ do material, ou
{\displaystyle \rho ={1 \over \sigma }.}

### Dependência da temperatura
Uma vez que é dependente da temperatura, a resistência específica geralmente é apresentada para temperatura de 20 °C. No caso dos metais, aumenta à medida que aumenta a temperatura, enquanto que nos semicondutores, diminui à medida que a temperatura aumenta.

## Resistividade dos materiais condutores
A resistência de um condutor deve-se às colisões entre as cargas de condução
e os átomos ou iões. As cargas de condução são aceleradas pela força eletrostática, mas
devido às colisões acabam por atingir uma velocidade média constante.
A resistência é determinada pela relação que existir entre a velocidade média atingida e a diferença de potencial (por unidade de comprimento) que produz o movimento.
Os fatores que determinam o valor da resistência são a natureza do material, o tamanho do condutor e a temperatura.
Para estudar a influência do tamanho do condutor, consideremos dois cilindros idênticos,
de comprimento L e área transversal A, cada um com resistência R, ligados em série ou em paralelo.
No primeiro caso, é como se tivéssemos um único cilindro de comprimento 2L. Dessa forma, se a
corrente for I, a diferença de potencial será RI + RI. Nomeadamente, a resistência do sistema é 2R. Assim, como ao duplicar o comprimento duplica-se a resistência, ela é
diretamente proporcional ao comprimento do condutor.
No segundo caso, é como se tivéssemos um único condutor de comprimento L e área
transversal 2A. Nesse caso, se a diferença de potencial em cada um dos cilindros for {\displaystyle \Delta V} , a corrente em cada cilindro será {\displaystyle \Delta V/R} e a corrente total será  {\displaystyle 2\Delta V/R}, que corresponde à corrente num sistema com resistência R=2. Assim, como duplicando a área transversal, a resistência diminui à metade, tem-se que a resistência é inversamente proporcional à área da seção transversal.
Por isso, a resistência de um condutor com comprimento L e área transversal A é:
{\displaystyle R=\rho \,{\frac {L}{A}}}
onde a constante de proporcionalidade {\displaystyle \rho } é a resitividade do material.
Nos condutores ôhmicos, quando a temperatura não estiver perto do zero absoluto (-273,15 °C, ou 0 K), a resistência aumenta com a temperatura de forma quase linear.
A expressão empírica para a resistência de um condutor, em função da temperatura, é:
{\displaystyle R=R_{20}\left(1+\alpha _{20}(T-20)\right)}
Na qual:
{\displaystyle R_{20}} é a resistência a 20 °C;
{\displaystyle \alpha _{20}} é o coeficiente de temperatura;
e {\displaystyle T} é a temperatura em graus Celsius.
O coeficiente de temperatura é o mesmo para todos os condutores feitos do mesmo material; cada material tem um coeficiente de temperatura próprio que é medido experimentalmente.
Observe-se que o declive da reta na figura acima é o produto {\displaystyle R_{20}\,\alpha _{20}} consequentemente, apesar de o declive ser quase constante, o valor da constante {\displaystyle \alpha } depende da temperatura.

## Exemplos de resistividades
O melhor condutor elétrico conhecido (a temperatura ambiente) é a prata. Este metal, no entanto, é excessivamente caro para o uso em larga escala. O cobre vem em segundo lugar na lista dos melhores condutores, sendo amplamente usado na confecção de fios e cabos condutores. Logo após o cobre, encontramos o ouro que, embora não seja tão bom condutor como os anteriores, devido à sua alta estabilidade química (metal nobre) praticamente não oxida e resiste a ataques de diversos agentes químicos, sendo assim empregado para banhar contatos elétricos. O alumínio, em quarto lugar, é três vezes mais leve que o cobre, característica vantajosa para a instalação de cabos em linhas de longa distância. Abaixo apresentam-se alguns materiais e suas respectivas resistividades em Ωm:
| Material          | Resistividade (Ωm) a 20 °C | Coeficiente* | Fonte       |
| ----------------- | -------------------------- | ------------ | ----------- |
| Prata             | 1,59×10−8                  | 0,0038       | [ 2 ] [ 3 ] |
| Cobre             | 1,72×10−8                  | 0,0039       | [ 3 ]       |
| Ouro              | 2,44×10−8                  | 0,0034       | [ 2 ]       |
| Alumínio          | 2,92×10−8                  | 0,0039       | [ 2 ]       |
| Tungstênio        | 5,60×10−8                  | 0,0045       | [ 2 ]       |
| Niquel            | 6,99×10−8                  | ?            |             |
| Latão             | 8,0×10−8                   | 0,0015       |             |
| Ferro             | 1,0×10−7                   | 0,005        | [ 2 ]       |
| Estanho           | 1,09×10−7                  | 0,0045       |             |
| Platina           | 1,1×10−7                   | 0,00392      | [ 2 ]       |
| Chumbo            | 2,2×10−7                   | 0,0039       | [ 2 ]       |
| Manganin          | 4,82×10−7                  | 0,000002     | [ 4 ]       |
| Constantan        | 4,9×10−7                   | 0,00001      | [ 4 ]       |
| Mercúrio          | 9,8×10−7                   | 0,0009       | [ 4 ]       |
| Nicromo           | 1,10×10−6                  | 0,0004       | [ 2 ]       |
| Carbono           | 3,5×10−5                   | -0,0005      | [ 2 ]       |
| Germânio          | 4,6×10−1                   | -0,048       | [ 2 ] [ 3 ] |
| Silício           | 6,40×102                   | -0,075       | [ 2 ]       |
| Vidro             | 1,0×1010 a 1,0×1014        | ?            | [ 2 ] [ 3 ] |
| Ebonite           | approx. 1,0×1013           | ?            | [ 2 ]       |
| Enxofre           | 1,0×1015                   | ?            | [ 2 ]       |
| Parafina          | 1,0×1017                   | ?            |             |
| Quartzo (fundido) | 7,5×1017                   | ?            | [ 2 ]       |
| PET               | 1,0×109                    | ?            | [ 3 ]       |
| Teflon            | 1,0×1022 a 1,0×1024        | ?            |             |

Para se calcular a resistência de um determinado material a partir de sua resistividade ou resistência específica utiliza-se a equação:
Resistência [Ω] = resistividade [Ωm] × comprimento [m] / área da secção transversal [m²]